# فرودگاه رد لیک
 فرودگاه رد لیک (به انگلیسی: Red Lake Airport) یک فرودگاه خصوصی باربری با کد یاتا YRL است که یک باند فرود آسفالت دارد و طول باند آن ۱٬۵۲۴ متر است. این فرودگاه در کشور کانادا قرار دارد و در ارتفاع ۳۸۶ متری از سطح دریا واقع شده است.